# Porella integrifolia
Porella integrifolia là một loài rêu trong họ Porellaceae. Loài này được Stephani ex S. Hatt. mô tả khoa học đầu tiên năm 1970.
Danh pháp khoa học của loài này chưa được làm sáng tỏ. 